# Valurile liniștesc vântul

Coperta ediției în limba engleză

Valurile liniștesc vântul (rusă Волны гасят ветер) este un roman științifico-fantastic din 1985 scris de Arkadi și Boris Strugațki, roman situat în Universul Amiază (rusă Мир Полудня) (engleză Noon Universe). Cartea este narată de Maxim Kammerer care investighează Marea Revelație - contactul omenirii cu o supercivilizație extraterestră  denumită a Progresorilor (rusă Прогрессоры). Rasa extraterestră nu apar deloc în roman, este redat doar impactul pe care îl au asupra oamenilor.

## Povestea
Cartea nu are un fir narativ clasic, ea este alcătuită din documente, interviuri, rapoarte. 
Maxim Kammerer, un fost șef al secției Evenimente Excepționale din cadrul Comisiei de Control, pe baza documentelor, interviurilor și a relatărilor lui Toivo Glumov, subalternul său, încearcă să reconstituie suita de întâmplări stranii care a urmat după Marea Revelație. Ancheta lor dezvăluie o societate secretă numită Ludeni, creaturi care se nasc umane, dar posedă puteri mentale latente mult peste cele normale. Ei se consideră rasă distinctă și afirmă că au interese diferite, uneori susțin că se află deasupra moralității umane tradiționale. Ludenii fac des experimente pe oameni, modificând mintea subiecților în propriul interes.

## Vezi și
- 1985 în științifico-fantastic